# Anoraknophobia
| Críticas profissionais | Críticas profissionais |
| Avaliações da crítica  | Avaliações da crítica  |
| Fonte                  | Avaliação              |
| ---------------------- | ---------------------- |
| allmusic               | link                   |
| Music Street Journal   | (favorável) link       |

Anoraknophobia é o décimo segundo álbum de estúdio da banda britânica Marillion, lançado em 2001 após uma campanha inovadora em que a banda ofereceu a pré-venda do álbum antes mesmo de começar a produzí-lo, resultando na arrecadação antecipada dos custos de produção.
Possuindo uma consistência sonora bem superior aos dois discos antecessores, Anoraknophobia se caracteriza por possuir maiores doses de experimentalismo, flertando com vários gêneros além do rock, como o jazz. Apesar disso, o resultado é bastante equilibrado, e a maioria das músicas mantém uma atmosfera progressiva, com variações de melodias, andamentos e temas.

## Recepção
O site holandês The Dutch Progressive Rock Page recomendou o álbum, conferindo-lhe notas de 8 a 9 (numa escala de 10), conforme o articulista.  Há especial menção às faixas This is the 21st Century, Quartz e If my Heart were a ball It would roll uphill.
O site Allmusic conferiu três estrelas num total de 5.

## Faixas
1. "Between You and Me" (6:27)
2. "Quartz" (9:07)
3. "Map of the World" (5:02)
4. "When I Meet God" (9:17)
5. "The Fruit of the Wild Rose" (6:57)
6. "Separated Out" (6:13)
7. "This is the 21st Century" (11:07)
8. "If My Heart Were a Ball It Would Roll Uphill" (9:28)

## Integrantes
1. Steve Hogarth (vocais)
2. Steve Rothery (guitarra)
3. Ian Mosley (bateria)
4. Pete Trewawas (baixo)
5. Mark Kelly (teclado)